# Trophée des Grimpeurs 2008
Il Trophée des Grimpeurs 2008, ottantaduesima edizione della corsa e valida come evento dell'UCI Europe Tour 2008 categoria 1.1, si svolse il 4 maggio 2008. Fu vinto dal francese David Le Lay che terminò la gara in 3h11'03", alla media di 43,12 km/h.
Al traguardo 66 ciclisti portarono a termine il percorso.

## Ordine d'arrivo (Top 10)
| Pos. | Corridore        | Squadra         | Tempo    |
| ---- | ---------------- | --------------- | -------- |
| 1    | David Le Lay     | Bretagne        | 3h11'03" |
| 2    | Steve Chainel    | Auber 93        | a 20"    |
| 3    | Gianni Meersman  | F. des Jeux     | a 22"    |
| 4    | Morgan Chedhomme | Auber 93        | s.t.     |
| 5    | Kalle Kriit      | Mitsubishi      | a 24"    |
| 6    | Jérôme Pineau    | Bouygues Tél.   | s.t.     |
| 7    | Cyril Gautier    | Bretagne        | s.t.     |
| 8    | Pierre Rolland   | Crédit Agricole | s.t.     |
| 9    | Nicolas Vogondy  | Agritubel       | s.t.     |
| 10   | Anthony Roux     | F. des Jeux     | s.t.     |